# Dillenia beccariana
Dillenia beccariana är en tvåhjärtbladig växtart som beskrevs av Ugolino Martelli. Dillenia beccariana ingår i släktet Dillenia och familjen Dilleniaceae. Inga underarter finns listade i Catalogue of Life.